# Tarvastu (ancienne commune)
Pour le village, voir Tarvastu.

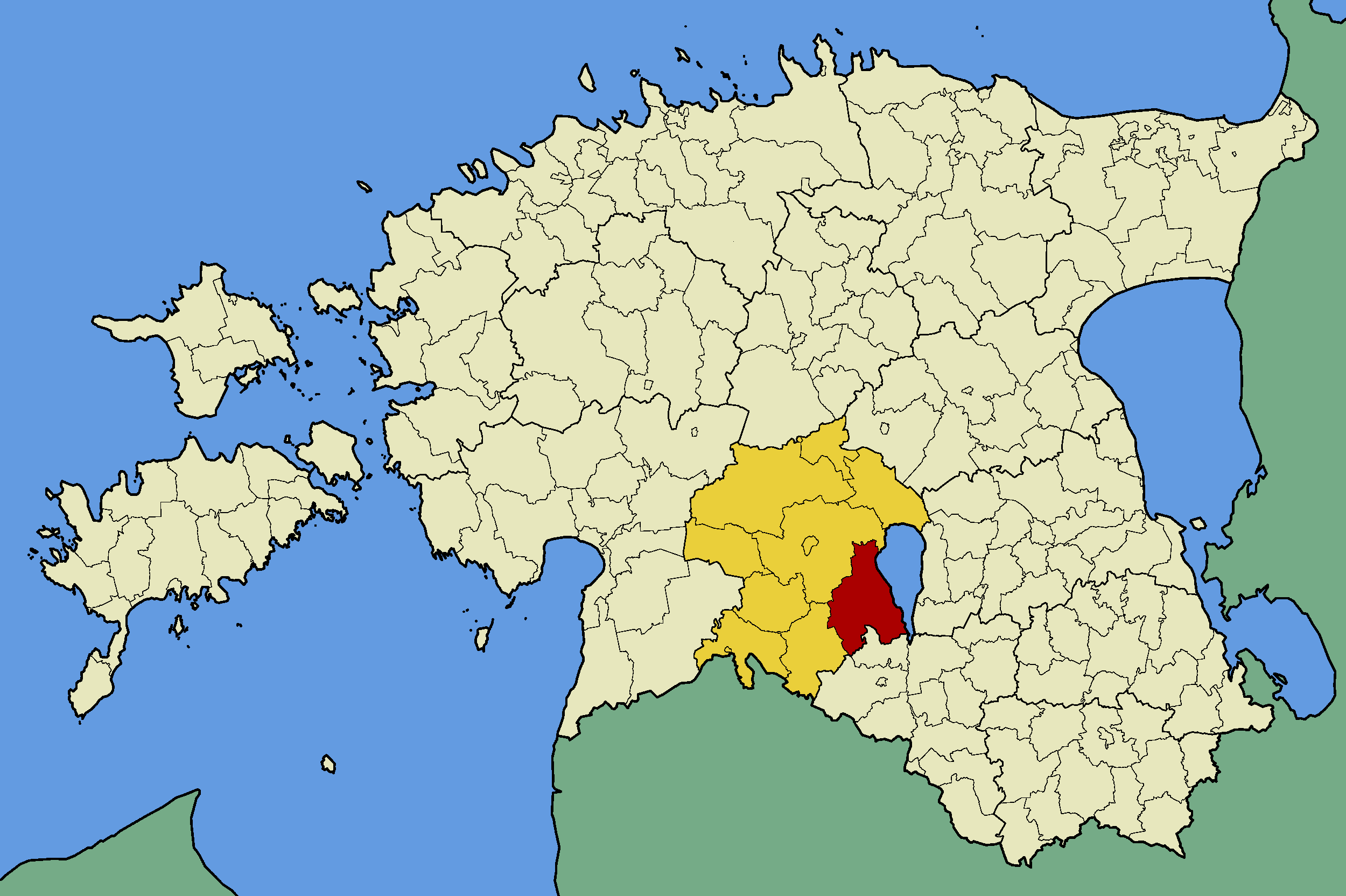
Localisation de l'ancienne commune de Tarvastu (en rouge) dans le comté de Viljandi (en jaune).

Tarvastu est une ancienne commune rurale située dans le comté de Viljandi en Estonie. Son chef-lieu était Mustla.

## Géographie
La commune s'étendait sur 408 km2 dans l'est du comté de Viljandi.
Elle comprenait le petit bourg de Mustla, ainsi que les villages d'Ämmuste, Anikatsi, Arakumäe, Jakobimõisa, Järveküla, Kalbuse, Kannuküla, Kärstna, Kivilõppe, Koidu, Kuressaare, Maltsa, Marjamäe, Metsla, Mõnnaste, Muksi, Pahuvere, Pikru, Põrga, Porsa, Raassilla, Riuma, Roosilla, Soe, Sooviku, Suislepa, Tagamõisa, Tarvastu, Tinnikuru, Ülensi, Unametsa, Väluste, Vanausse, Veisjärve, Vilimeeste, Villa, et Vooru.

## Histoire
En 1991, elle devient une commune dont le chef-lieu administratif n'est plus le village de Tarvastu (autrefois: Tarwast), mais le bourg de Mustla.
Lors de la réorganisation administrative d'octobre 2017, elle est supprimée et réunie à la commune rurale de Viljandi.

## Démographie
La population, en constante diminution depuis les années 1990, s'élevait à 3 749 habitants en 2010, à 3 492 habitants en 2012 et à 3 268 habitants en 2017.